# Nugget de Among Us

Segundo o vendedor, o nugget tinha um formato similar aos personagens de Among Us.

O nugget de Among Us é um Chicken McNugget obtido do BTS Meal, do McDonald's, em 2021. Foi listado em um leilão eletrônico do eBay em maio de 2021 por sua semelhança com os tripulantes do jogo de 2018 Among Us. A listagem chamou atenção e se tornou um meme da Internet, e o leilão foi encerrado em 4 de junho com um preço final de 99 997 dólares. Meios de comunicação comentaram sobre o preço aparentemente absurdo da lista, e isso estimulou vários teóricos da conspiração a promover desinformação, alegando que o leilão era uma fachada para tráfico sexual infantil. Foi reconhecido pelo Guinness World Records em 2023 como o "nugget de frango mais caro vendido em leilão online".

## Antecedentes
Lançado em 2018, Among Us, um jogo de dedução social de Innersloth com personagens em miniatura conhecidos como tripulantes, teve um grande aumento na popularidade em 2020 durante a pandemia de COVID-19. Em 26 de maio de 2021, o McDonald's lançou o BTS Meal em colaboração com a banda sul-coreana de k-pop BTS, que continha vários Chicken McNuggets.

## Listagem e lances
Em 28 de maio de 2021, um vendedor estadunidense chamado Tav, mais conhecido como polizna, listou um McNugget obtido do BTS Meal num leilão eletrônico do eBay. Tav acreditava que o nugget se parecia com um tripulante de Among Us, e a decisão de vendê-lo foi inspirada por um leilão de 2017 para um Cheeto semelhante em forma ao gorila Harambe que foi vendido por 99 900 dólares. O nugget foi inicialmente listado por 99 centavos, e Tav esperava vendê-lo por cerca de 50 dólares. No entanto, uma guerra de lances começou dois dias depois, quando o primeiro lance foi feito em quase 15 mil dólares. Em 1.º de junho, a conta oficial de Among Us no Twitter chamou atenção para o leilão, quando o lance mais alto era de mais de 34 mil dólares, e uma resposta do Xbox sobre a inclusão do molho Szechuan estimulou Tav a embalar o molho com o nugget a pedido do comprador. Três dias depois, após 184 lances, o leilão fechou com um preço final de 99 997 dólares, mais de 500 mil reais, e o nugget foi vendido a um comprador anônimo.

## Recepção e legado
Vários meios de comunicação cobriram o leilão, que amplamente o citaram como um exemplo de preço absurdo causado por memes da Internet, e a IGN chamou o preço de venda de "prova" de que "2021 é uma época muito estranha para se estar vivo". Após a venda, várias outras listagens vendendo nuggets de formato semelhante foram feitas na esperança de lucrar com a popularidade da listagem original. Vários TikTokers e teóricos da conspiração adjacentes ao QAnon promoveram desinformação e rumores alegando que o alto preço da listagem era uma fachada para tráfico sexual infantil, o que a Rolling Stone descreveu como "claramente ridículo". Em 2022, a listagem foi reconhecida pelo Guinness World Records como o "nugget de frango mais caro vendido em leilão online". A marca chilena de frango Super Pollo fez uma parceria com a Innersloth em outubro de 2022 para lançar um nugget de frango em forma de tripulante na termosfera da Terra.